# Katowicki Szlak Spacerowy

Katowicki Szlak Spacerowy – niebieski znakowany szlak turystyczny w województwie śląskim.

## Informacje ogólne
Szlak zaczyna się w miejscu nieistniejącego już Domu Turysty PTTK. Atrakcją turystyczną szlaku jest jego przebieg w Wojewódzkim Parku Kultury i Wypoczynku, Katowickim Parku Leśnym i rezerwacie „Las Murckowski”. Na swojej trasie wielokrotnie krzyżuje się z innymi katowickimi szlakami.

## Przebieg szlaku
- WPKiW (ogród bylinowy, klub „Leśniczówka”, Planetarium Śląskie)
- Dąb
- Koszutka
- Śródmieście
- Muchowiec
- Katowicki Park Leśny
- Cegielnia-Murcki (przystanek osobowy Katowice Murcki)
- Murcki
- Dolinka Murckowska
- rezerwat „Las Murckowski”
- Hamerla (Trutowisko)

## Mapa szlaku
- https://www.openstreetmap.org/relation/3750159